# Hendricks (Minnesota)
Hendricks – miasto w Stanach Zjednoczonych, w stanie Minnesota, w hrabstwie Lincoln.